# Rousselia humilis
Rousselia humilis är en nässelväxtart som först beskrevs av Olof Swartz, och fick sitt nu gällande namn av Ignatz Urban. Rousselia humilis ingår i släktet Rousselia och familjen nässelväxter. Inga underarter finns listade i Catalogue of Life.